# فاليري بلنت
فاليري بلنت (بالفرنسية: Valérie Plante)‏ (و. 1974  م) هي سياسية كندية، ولدت في رووان نوراندا، كيبك.

## مناصب
تولت منصب عمدة مونتريال ‏، Montreal City Council ‏ (منذ 16 نوفمبر 2017).

## التعليم
تعلمت في جامعة مونتريال.